# Douzième circonscription de la préfecture de Chiba
La douzième circonscription de la préfecture de Chiba (千葉県第12区, Chiba-ken dai-jūni-ku) est l'une des quatorze circonscriptions législatives que compte la préfecture de Chiba au Japon.

## Description géographique
Entre 1994 et 2013, la douzième circonscription de la préfecture de Chiba regroupait les villes de Tateyama, Kisarazu, Kamogawa, Kimitsu, Futtsu et Sodegaura et le district d'Awa.
Depuis 2013, elle comprend les mêmes unités administratives ainsi que la ville de Minamibōsō,.

## Députés
| Législature | Début de mandat | Fin de mandat | Député élu              | Parti politique | Parti politique |
| ----------- | --------------- | ------------- | ----------------------- | --------------- | --------------- |
| 41e         | 1996            | 2000          | Yasukazu Hamada         |                 | PLD             |
| 42e         | 2000            | 2003          | Shōzaburō Nakamura (ja) |                 | PLD             |
| 43e         | 2003            | 2005          | Yasukazu Hamada         |                 | PLD             |
| 44e         | 2005            | 2009          | Yasukazu Hamada         |                 | PLD             |
| 45e         | 2009            | 2012          | Yasukazu Hamada         |                 | PLD             |
| 46e         | 2012            | 2014          | Yasukazu Hamada         |                 | PLD             |
| 47e         | 2014            | 2017          | Yasukazu Hamada         |                 | PLD             |
| 48e         | 2017            | 2021          | Yasukazu Hamada         |                 | PLD             |
| 49e         | 2021            | 2024          | Yasukazu Hamada         |                 | PLD             |
| 50e         | 2024            | -             | Yasukazu Hamada         |                 | PLD             |